# Raul Araújo
Raul Araújo Filho (Fortaleza, 10 de maio de 1959) é um magistrado brasileiro, atualmente ministro do Superior Tribunal de Justiça (STJ) e do Tribunal Superior Eleitoral (TSE). Também ocupa a função de corregedor-geral da Justiça Eleitoral.

## Carreira
Raul Araújo formou-se bacharel em Direito pela Universidade Federal do Ceará (julho de 1981) e em Economia pela Universidade de Fortaleza (dezembro de 1985).
Foi advogado (1981-1983), promotor de justiça (1983-1989), procurador-geral do estado do Ceará (1989-2007) e desembargador do Tribunal de Justiça do Ceará (2007-2010), tendo ingressado através do quinto constitucional em vaga destinada a membro da advocacia.
Em maio de 2010, tomou posse como ministro do STJ.